# 9223 Leifandersson
9223 Leifandersson è un asteroide della fascia principale. Scoperto nel 1995, presenta un'orbita caratterizzata da un semiasse maggiore pari a 2,3006711 UA e da un'eccentricità di 0,0706853, inclinata di 3,41443° rispetto all'eclittica.